# Tàu ngầm lớp Som
Tàu ngầm lớp Som (tiếng Nga: Сом) là loại tàu ngầm được đóng cho lực lượng hải quân Đế quốc Nga từ năm 1904 đến năm 1907. Nó được dóng dựa theo thiết kế của loại tàu ngầm thử nghiệm lớp Fulton (Lớp A) của Hà Lan. Loại tàu ngầm này được thiết lại một chút cho thích hợp với nhu cầu và đến ngày 31 tháng 5 năm thì thiết này được đặt tên là Som. Loại tàu ngầm này có thể được vận chuyển bằng tàu hỏa đến những nơi cần thiết.

## Lịch sử
Khi cuộc chiến tranh Nga-Nhật bùng nổ thì lực lượng hải quân Đế quốc Nga đã tiến hành kế hoạch tăng cường càng nhanh càng tốt số lượng của các hạm đội nói chung và tàu ngầm nói riêng. Cùng với sự nhất trí của các chỉ huy việc mua lại các thiết kế tàu ngầm nước ngoài để đóng đã được thông qua do thời gian đã trở nên nguy cấp không kịp để thiết kế một loại tàu ngầm mới. Ngày 27 tháng 2 năm 1904, Nhà máy đóng tàu Nevsky đã nhận được yêu cầu đóng năm chiếc tàu ngầm theo thiết kế tàu ngầm thử nghiệm lớp Fulton của Hà Lan. Thiết kế này đã được mua để tiến hành đóng hàng loạt tại Nga và công ty Electric Boat đã thiết kế lại một chút. Ngày 31 tháng 5 năm 1904, chiếc tàu đầu tiên đã được đóng xong với tên mới là Som.
Ngày 15 tháng 6 năm 1905, việc thử nghiệm trên biển đã được thực hiện với chiếc đầu tiên được đóng. Đến ngày 25 tháng 5 năm 1906 thì năm chiếc tàu ngầm lớp này đã được đưa vào hoạt động. Chiếc thứ bảy và là chiếc cuối cùng đã được hoàn thành năm 1907.
Năm 1909 các tàu ngầm này đã được tái trang bị động cơ sử dụng diesel thay vì xăng. Các tàu ngầm này đã tham gia vào chiến tranh thế giới thứ nhất với nhiệm vụ tuần tra trên biển Baltic cũng như tham gia các cuộc tập trận.
Chiếc được đóng đầu tiên bị chìm sau một vụ tai nạn va chạm năm 1916. Đến năm 1919 thì tất cả các tàu còn lại đều bị tháo chìm.